# Mungonzazal Janshindulam
Mungonzazal Janshindulam (mongol : Янжиндуламын Мөнгөнцацал, Yanjindulamyn Möngöntsatsal ; 1972–2007) aussi connue sous le surnom de « Mungo », est une pianiste mongole et ancienne professeure de musique à Düsseldorf et Dortmund, en Allemagne. Elle est la première pianiste mongole reconnue dans toute la zone européenne, et détentrice de multiples titres de concours au piano.

## Biographie
Très jeune, Mungo montre un grand intérêt pour la musique, et plus particulièrement pour le piano. À l'âge de 8 ans, sa mère l'inscrit à l'école de musique et de danse d'Oulan-Bator, en Mongolie, pour l’aider à développer ses talents. Ses premières représentations majeures se déroulent dans des théâtres et opéras locaux. À l'école, elle réussit dans les cours de mathématiques et de langue russe. Elle achève également ses cours à l'école de danse avec de très bonnes mentions.
Pour récompenser son succès, elle obtient la possibilité de partir à Moscou, en Russie, pour assister à la douzième édition du Festival mondial de la jeunesse et des étudiants en 1985. À 16 ans, elle intègre l'Académie russe de musique Gnessine de Moscou pour y étudier le piano. En 1993, elle s'installe en Allemagne à Dortmund, afin d'étudier à la Hochschule für Musik Detmold sous la direction du professeur Richard Braun, et en sort diplômée en 1997. La même année, elle intègre une autre école, la Musikhochshule Münster, à Munich, sous la direction du professeur Weichert, et en sort également diplômée en 2000. À la même époque, elle devient l'assistante du professeur Schmidt en classe de chant de l'école de Dortmund. En parallèle, elle assiste à de nombreux cours d'enseignement au Japon, en Espagne, et dans d'autres pays d'Europe.
En octobre 1996, elle devient la première pianiste mongole à recevoir le premier prix lors de la neuvième édition du Festival international de musique de Pescara[réf. nécessaire], en Italie. Peu après, ses talents de pianiste sont salués par la presse. Outre ses apparitions en concert et en tant que musicienne solo ou en accompagnement, elle fait quelques apparitions notables au Konzerthaus Berlin de 1999 à 2001, à Berlin.
De 1999 à 2003, elle devient assistante à la Musikhochschule de Dortmund, et accompagnatrice d'une chorale de madrigal à l'université de Münster. De 1999 jusqu'à son décès en 2007, elle enseigne le piano et la musique à l'Institut für Musikalische Bildung (IMB) de Dortmund. De 2002 à 2005, elle continue ses études à la Hochschule für Musik Detmold. En 2002, elle cofonde le renommé TrioMusarto. En 2006, elle fait sa dernière apparition au TrioMusarto,.

## Postérité
En sa mémoire, la famille de Jashindulam fonde la Mungonzazal-Piano-Stiftung au printemps de 2008. Cette fondation caritative est destinée à soutenir l'éducation musicale et à venir en aide aux personnes nécessiteuses.
Le 28 novembre (date d'anniversaire de Jashindulam), la fondation organise chaque année depuis 2008 un concours musical à Oulan-Bator. Plus de cinquante étudiants mongols y participent, dont neuf sont récompensés. Un concert de gala en hommage à Mungonzazal Janshindulam est retransmis dans les médias.